# Мечеть Нурулла
Мечеть Нурулла (тат. Нурулла мәчете, «Сінна» і «Сьома соборна мечеть»), Казань, Татарстан — культова споруда, побудована в центрі історичного Сінного базару в Старій Татарській слободі (Казань), на вулиці Московській в 1845—1849 роках архітектором А. І. Песке за підтримки радників комерції братів Ібрагіма (1806—1886) та Ісхака (1810—1884) Юнусових на кошти, які заповів їх батько — купець першої гільдії Губайдулла Юнусов (1776—1849). Автор проекту — А. К. Ломан.

## Архітектура
Мечеть є двоповерховою, має зал з куполом і триповерховим циліндричним мінаретом з південного входу. Прикраса мечеті подібна такій як у середньовічній Волзькій Булгарії і на Близькому Сході.

## Історія
У 1890—1908 роках обов'язки імам-хатіба виконував видатний громадський і політичний діяч, видавець газети «Азат» Габдулла Абдулкарімович Апанаєв.
Мечеть була закрита постановою ЦВК Татарської автономної республіки від 16 листопада 1929 року, а мінарет розібраний. До 1992 року мечеть використовувалася для житла і офісів. Постановою Ради Міністрів Татарської АРСР № 601 від 23.01.1981 року мечеть було визнано пам'яткою архітектури.
У 1992 році мечеть була перейменована в «Нурулла» і була повернута віруючим. У 1990—1995 роках відновлена Р. В. Білаловим, тоді ж був відновлений мінарет.

## Галерея

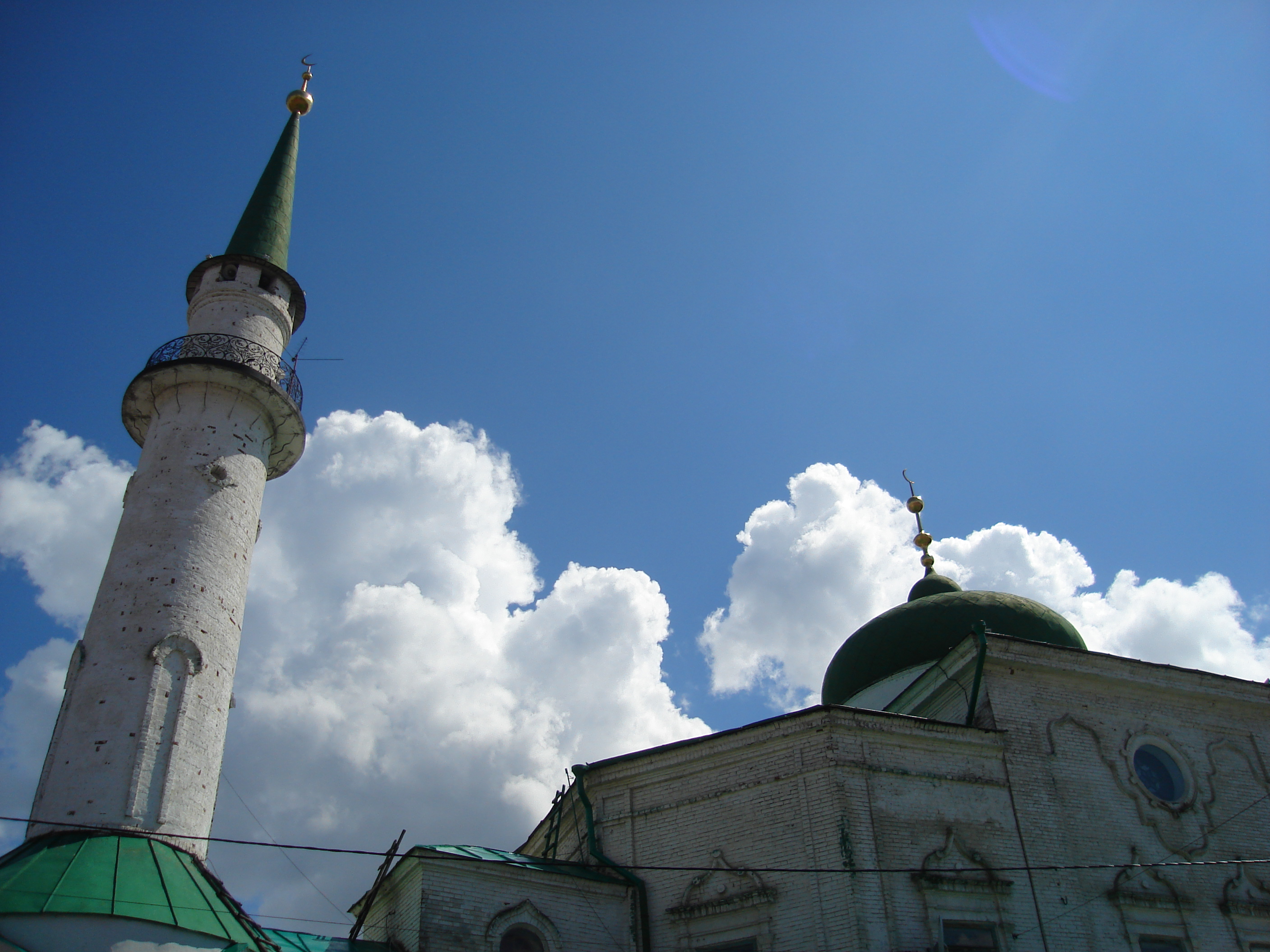
Мінарет і купол мечеті «Нурулла»
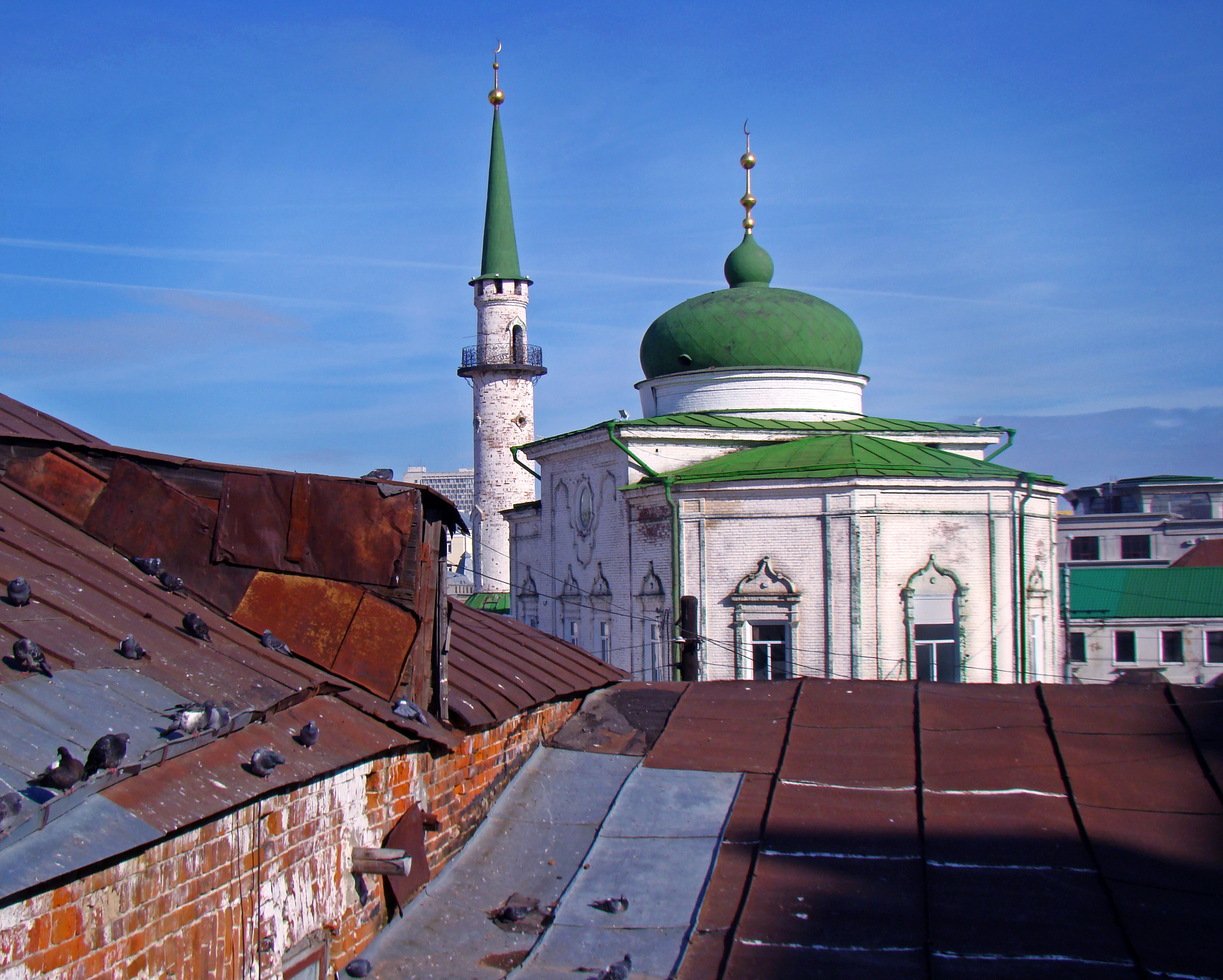
Вид на мечеть
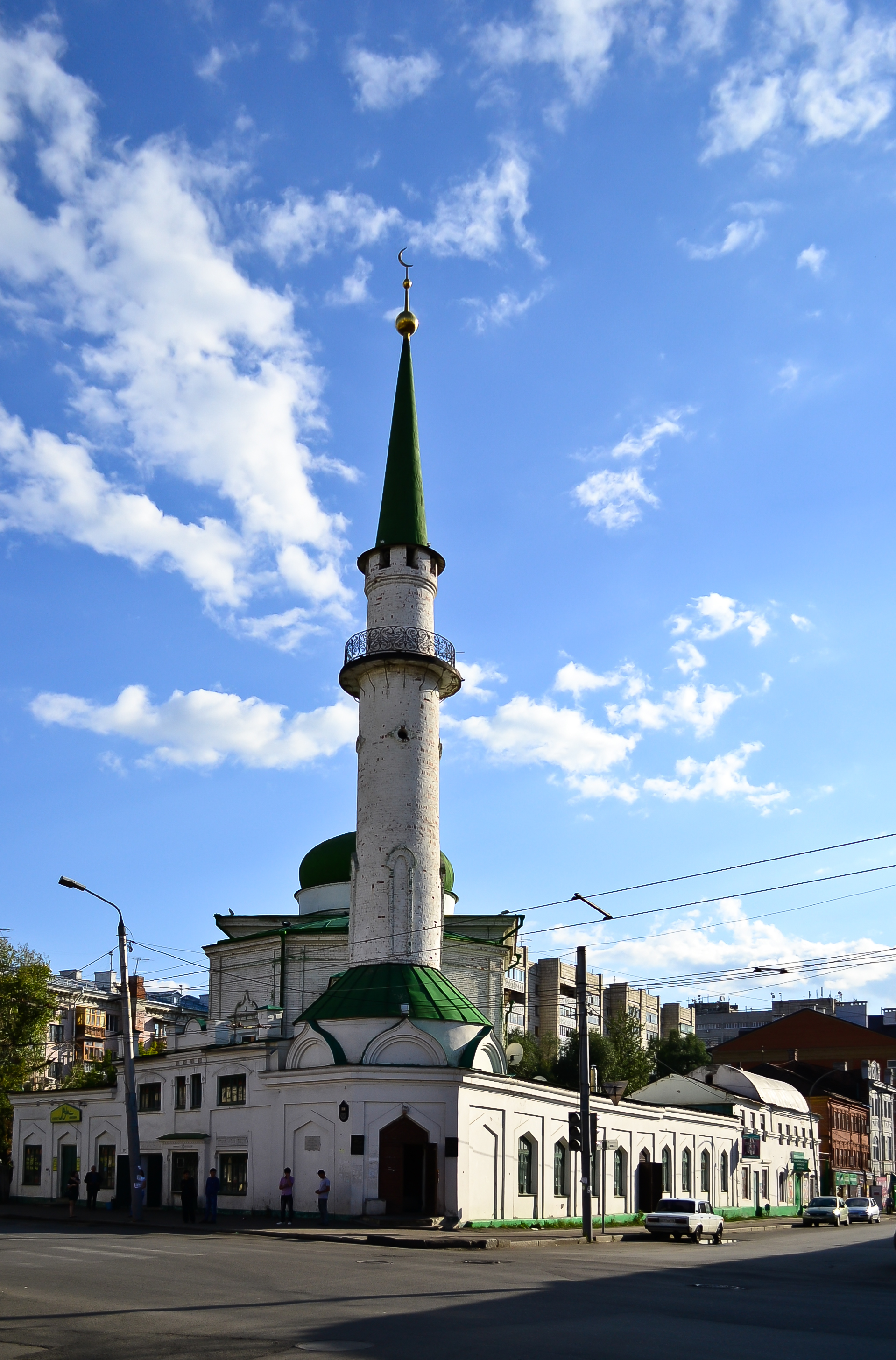
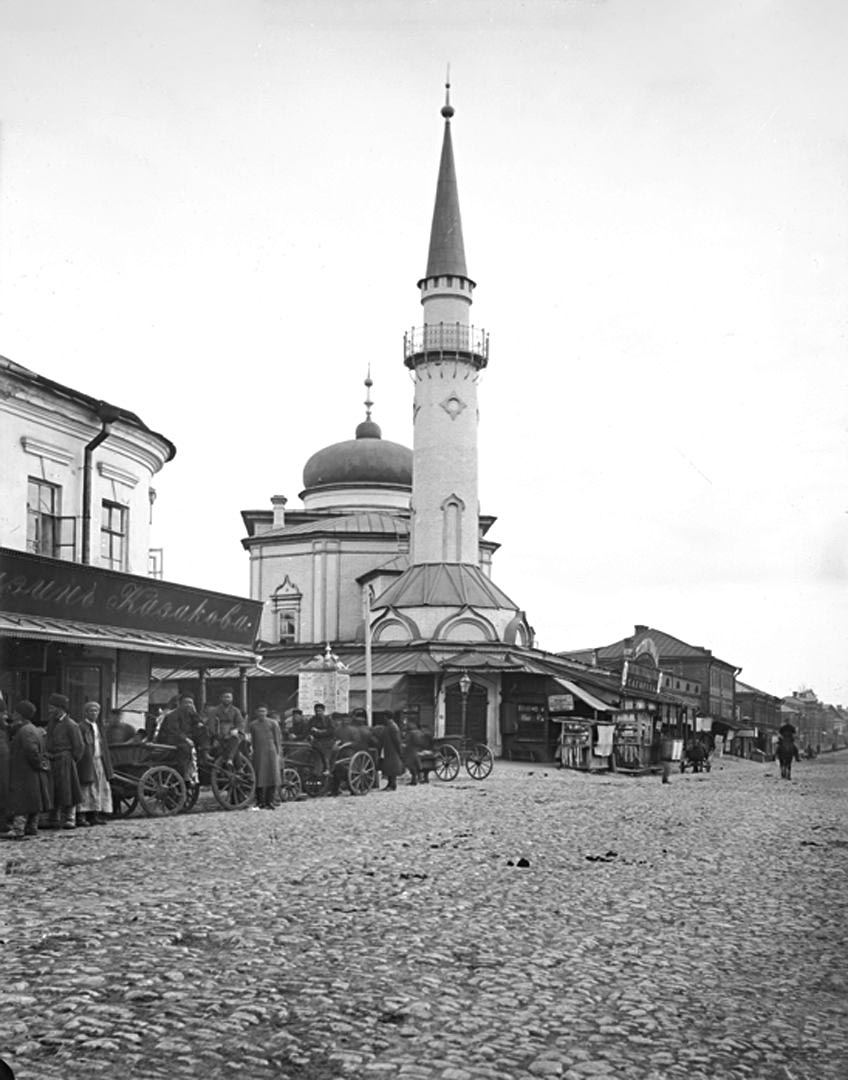
На фото 1917 року